# Anaxyrus houstonensis
Anaxyrus houstonensis es una especie de anfibio anuro de la familia Bufonidae.

## Distribución geográfica
Esta especie es endémica de Texas en los Estados Unidos. Históricamente, esta especie estuvo presente en toda la región costera central de Texas, la especie posteriormente desapareció del área de Houston durante la década de 1960 como resultado de la sequía prolongada y la rápida expansión urbana de la ciudad de Houston. Entre las pocas poblaciones restantes, la más importante es del condado de Bastrop.

## Descripción
Los machos miden de 49 a 66 mm y las hembras de 57 a 80 mm.

## Etimología
El nombre de la especie está compuesto de houston y del sufijo latino -ensis que significa "que vive, que habita", y le fue dado en referencia al lugar de su descubrimiento, un área al noroeste de Houston.

## Publicación original
- Sanders, 1953 : A New Species of Toad, with a Discussion of Morphology of the Bufonid Skull. Herpetologica, vol. 9, n.º 1, p. 25-47.[6]